# NGC 6241
NGC 6241 је спирална галаксија у сазвежђу Херкул која се налази на NGC листи објеката дубоког неба.
Деклинација објекта је + 45° 25' 16" а ректасцензија 16h 50m 11,0s. Привидна величина (магнитуда) објекта NGC 6241 износи 15,2 а фотографска магнитуда 15,8. NGC 6241 је још познат и под ознакама MCG 8-31-7, CGCG 252-5, IRAS 16486+4530, PGC 59085.